# Dolpo
Dolpo ist eine sehr abgeschiedene und hoch gelegene Region im Nordwesten Nepals, die an Tibet grenzt und in der es nahezu keine Straßen gibt. Die Region bildet den nördlichen Teil des Distriktes Dolpa.

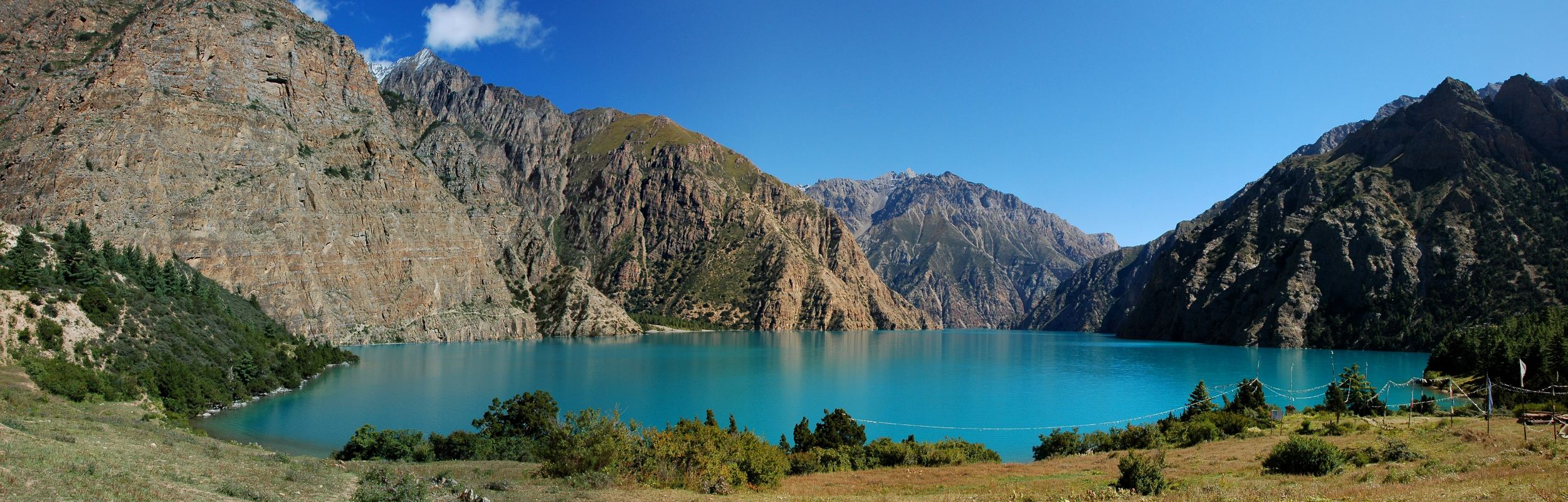
Phoksundo-See in Dolpo

## Geographie
Das Gebiet liegt im Himalaya, die Siedlungen befinden sich in einer Höhe von 2.300 bis über 4.300 Metern und zählen zu den höchstgelegenen, permanent bewohnten der Welt. Begrenzt wird Dolpo in allen vier Himmelsrichtungen von über 6.000 Meter hohen Bergketten. Im Süden stößt es an die Dhaulagiri-Kette.
Aufgrund der Höhenlage lässt sich die Region in das Untere Dolpo im Süden und das nur über Pässe erreichbare Obere Dolpo im Norden unterteilen. Das Untere Dolpo besitzt mit Juphal einen Landeplatz für kleine Propellermaschinen und mit Dunai den Verwaltungssitz. Hier gibt es kleinere Geschäfte, Strom, Mobilfunknetze, Fernsehgeräte.

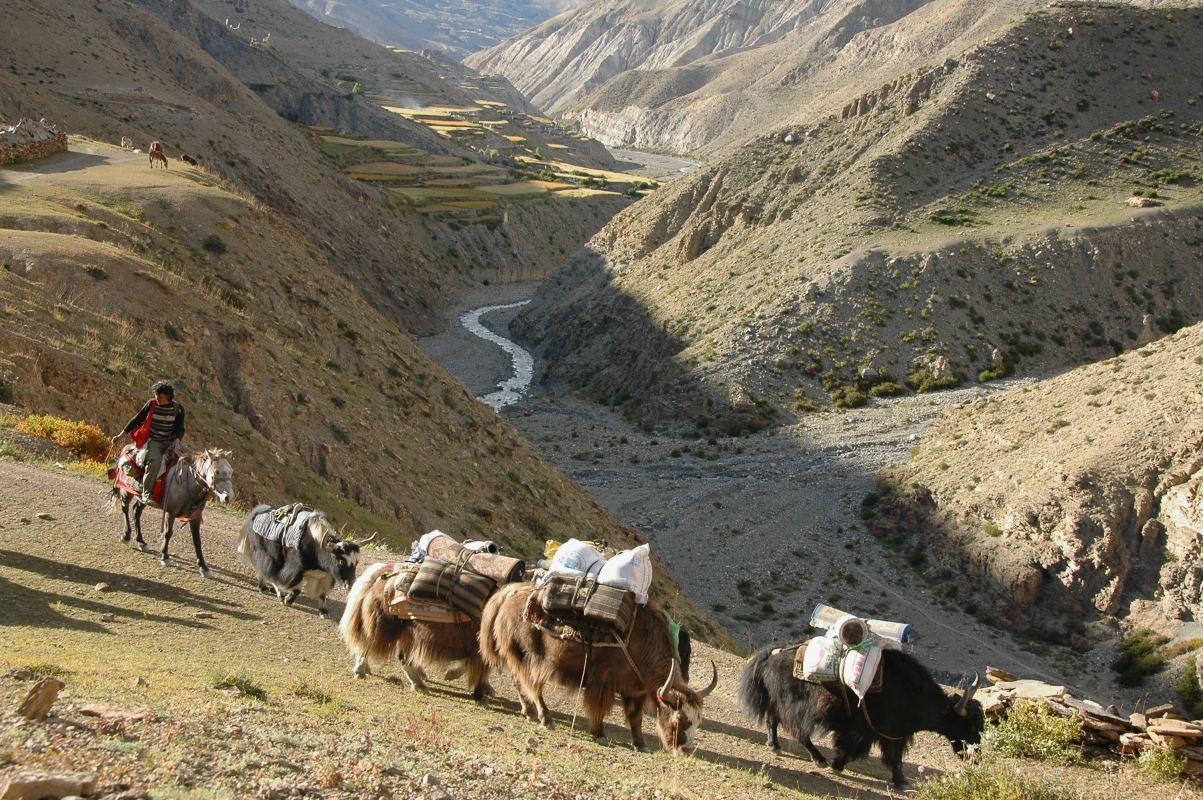
Yak-Karawane bei Saldang im Oberen Dolpo

Im abgeschiedenen, jenseits der Himalaya-Hauptkette liegenden Oberen Dolpo (auch Inneres Dolpo genannt) verteilen sich die rein tibetischen Bewohner, die Dolpo-Pa, auf nur wenige Siedlungsgebiete. Ihre Zahl wird mit 7000 angegeben. Von Dunai ist das Obere Dolpo nur zu Fuß in vier bis fünf Tagesmärschen über 5.000 Meter hohe Pässe zu erreichen. Dieses Gebiet gehört größtenteils zum Shey-Phoksundo-Nationalpark, der seinen Namen von dem durch einen Erdrutsch aufgestauten See Phoksundo hat, der mindestens 145 Meter tief ist.
Dolpo ist ein sehr arides Gebiet, das vom Sommermonsun kaum berührt wird. Deswegen gibt es eine lange Trockenperiode von September bis Mai. Die Vegetation reicht von lichten Wäldern über alpine Matten bis zu wüstenhaften Steppen in den hochgelegenen Gebieten. Die Siedlungen liegen häufig an Flüssen, die zur Bewässerung der terrassierten Felder dienen. Angebaut wird meist Gerste sowie etwas Buchweizen und Gemüse. Allerdings ernten nur knapp 10 % der Einwohner im Oberen Dolpo ausreichend, um ein ganzes Jahr davon leben zu können. Viehzucht (Yaks, Schafe, Ziege, Pferde), Tauschhandel und die Yartsa Gunbu-Ernte (Ophiocordyceps sinensis) spielen eine große Rolle als zusätzliche Einnahmequelle.

## Geschichte
Dolpo gehörte entsprechend seiner geographischen Lage bis in das 18. Jahrhundert zu westtibetischen Königs- und Fürstenhäusern. Deswegen ist das Gebiet stark tibetisch und vom Buddhismus und der Bönreligion geprägt. Im 16. Jahrhundert wurde Dolpo eine Provinz des Königreichs Lo (heute unter dem Namen Mustang bekannt) und verblieb dort, bis es 1769 durch Annexion der Gurkha-Könige zu Nepal kam. Bis 1993 war das Innere Dolpo Sperrgebiet und kann erst seitdem von Ausländern besucht werden.

## Darstellungen im Film
- Das Leben der Dolpo-Pa beschreibt Éric Vallis 1999 veröffentlichter Spielfilm Himalaya – Die Kindheit eines Karawanenführers.
- Der 2010 gezeigte Dokumentarfilm Dolpo Tulku schildert die Geschichte von Sherap Sangpo, der als Zehnjähriger – nach einer Begegnung mit dem Dalai Lama – beschloss Mönch zu werden. Sherap Sangpo wurde als Reinkarnation eines hochstehenden Lamas, des Dolpo Tulku, erkannt und für 16 Jahre zur Ausbildung in das Kloster Namdröling in Bylakuppe (Südindien) geschickt. Der Dokumentarfilm begleitete ihn bei seiner Rückkehr nach Dolpo.[3]
- Über die höchsten Pässe der Welt. Mit einer Yak-Karawane durchs Dolpo. (Alternativtitel: In den Bergen des Himalaya - Yak!) Dokumentarfilm, Deutschland, 2009, 44:10 Min., Buch und Regie: Jan Kerckhoff, Produktion: Bayerischer Rundfunk, Erstsendung: 4. Februar 2009 beim BR, Inhaltsangabe von arte.